# Tropidozineus argutulus
Tropidozineus argutulus là một loài bọ cánh cứng trong họ Cerambycidae.